# Tarsis Humphreys
Tarsis Carvalho Humphreys (São Paulo, 4 de novembro de 1983) é um praticante brasileiro de jiu-jitsu brasileiro. Ele recebeu sua faixa-preta de Fábio Gurgel, cofundador da equipe Alliance Jiu Jitsu.

## Primeiros anos e treinamento
Humphreys nasceu em São Paulo, Brasil. Começou a treinar jiu-jitsu brasileiro ainda na infância e rapidamente se destacou por seu talento e dedicação. Sob a mentoria de Fábio Gurgel, Humphreys progrediu pelas faixas e se tornou um dos atletas mais consistentes e bem-sucedidos da equipe. Seu desenvolvimento dentro da academia Alliance, uma das potências do esporte, teve papel fundamental na formação de seu estilo técnico e mentalidade competitiva.

## Carreira
De 1998 a 2009, Humphreys conquistou medalhas em todas as divisões adultas de faixa-preta em que competiu, estabelecendo-se como um dos principais nomes da equipe Alliance. Em 2010, venceu o Campeonato Mundial de Jiu-Jitsu da IBJJF na divisão meio-pesado, além de conquistar o ouro na edição inaugural do Campeonato Mundial Profissional de Jiu-Jitsu de Abu Dhabi em sua categoria e no absoluto, onde derrotou Braulio Estima na final.
Ele também é veterano do Campeonato Mundial de Submission da ADCC. Em 2007, conquistou a medalha de bronze na divisão até 88 kg após ser derrotado na semifinal por Demian Maia, que venceu a divisão ao superar Flávio Almeida na final.

## Títulos e conquistas
- Campeão Mundial da IBJJF – Meio-pesado (2010)
- Campeonato Mundial da ADCC – Medalhista de bronze (2007)
- Campeão Mundial Profissional de Abu Dhabi – 1º lugar (categoria e absoluto, 2009)

## Ver Também
- Jackson Sousa
- Tommy Langaker